# Plads til os alle
Plads til os alle er en dansk dokumentarserie i 8 afsnit fra 1998 med instruktion og manuskript af Uffe Lynglund, Lisbeth Lyngse og Jørgen Pedersen.
Serien handler om arbejderbevægelsens historie. I otte temaer skildres udviklingen fra industrialiseringens barndom til nutidens informationssamfund gennem personlige beretninger, arkivfilm og fotos, malerier, avisklip og rekonstruktioner.

## Afsnit
| # | Titel                           | Første sendedag |
| --- | ------------------------------- | --------------- |
| 1 | "Med loven eller uden"          |                 |
| I 1871 udsender Louis Pio, grundlæggeren af den danske arbejderbevægelse, et lille hefte, hvori han skildrer den bundløse fattigdom, som industri- og landarbejdere lever under. Det bliver starten på en række begivenheder, der fører til dannelsen af den danske arbejderbevægelse. Første Verdenskrig og omvæltningerne i Rusland splitter den internationale arbejderbevægelse i en kommunistisk og socialdemokratisk bevægelse. Hvilken vej skal man vælge i Danmark? Reform eller revolution?                                                                                                |                                 |                 |
| 2 | "Det lange seje træk"           |                 |
| I slutningen af 1800-tallet var arbejdsdagene på 11-12 timer og lønningerne små. Fagforeninger var et ukendt ord for de fleste, og fagligt aktive blev ofte fyret. Men langsomt voksede fagforeningerne sig større. Kvinder, landarbejdere og tyende fik rettigheder. Og fagbevægelsen udviklede sig til en af de stærkeste organisationer i Danmark. Men det moderne samfund stillede nye krav og det gjorde medlemmerne også. Fagbevægelsens tætte tilknytning til Socialdemokratiet kom under pres.                                                                                              |                                 |                 |
| 3 | "Når bægeret flyder over"       |                 |
| I 1998 udbrød der for første gang i 13 år storkonflikt. Befolkningen hamstrede mælk, gær og benzin. 100 år tidligere, i 1899, var befolkningen vidne til den første landsdækkende arbejdskamp. Arbejdsgiverne forsøgte at knække den unge fagbevægelse. Efter 4 måneders konflikt blev der indgået forlig. Nu skulle der være ordnede forhold på arbejdsmarkedet. Så enkelt gik det dog ikke. Filmen beretter om, hvorfor bægeret nogle gange flyder over - fra kampen om 8 timers dagen til Ri-bus chaufførernes sammenstød med politiet.                                                          |                                 |                 |
| 4 | "Snorens 3. streng"             |                 |
| Drømmen var, at arbejderne skulle skabe deres egne virksomheder. De kooperative virksomheder skulle være "snorens tredje streng" - en ligeværdig partner med fagbevægelse og parti. Kooperationen skulle skaffe arbejderne bedre og billigere varer, lære dem at styre produktionen selv og være et våben i arbejdskampe. Bagerier, brændselsforretninger, brugsforeninger, boligforeninger, bryggeri, banker og mange andre virksomheder skød op rundt om i landet. Hvordan gik det dem, og hvordan har kooperationen det i dag?                                                                   |                                 |                 |
| 5 | "Fra baggård til beton"         |                 |
| Et kælderhjem består af et rum hvortil knytter sig et spisekammer uden lys eller luftadgang. I denne lejlighed, der er fugtig og rå i højeste grad, lever mand, kone og 5 børn. Uddrag af rapport fra sundhedspolitiet i Aarhus under første verdenskrig. Usle forhold og bolignød var den direkte anledning til, at folk begyndte at slutte sig sammen i boligforeninger. Femte del af serien beretter om boligbevægelsen fra den spæde begyndelsen til nutidens problemer med betonskader og ghettodannelser.                                                                                     |                                 |                 |
| 6 | "Lidt arbejde skader ikke"      |                 |
| Filmen fortæller om børnearbejde og lærlingeforhold gennem tiden. Fra den første fabrikslov i 1873, der forbyder børn under 10 år at arbejde på fabrik, til nutidens diskussioner om avisbudenes alder. Skolefolk, læger, fagbevægelse, arbejdsgivere og forældre har skændtes om, hvorvidt børnearbejde var nødvendigt, opbyggeligt eller sundhedsskadeligt. Og børnene selv har også blandet sig. |                                 |                 |
| 7 | "Lys over land"                 |                 |
| Omkring år 1900 så borgerskabet ned på arbejderne. Kvinderne blev set ned på, fordi de ikke passede deres hjem ordentligt, når de også skulle på arbejde. Mændene blev betragtet som dumme og uvidende. Men de organiserede arbejdere ville ikke finde sig i at blive set ned på, fordi de havde dårligere levevilkår end andre. De ville anerkendes som ligeværdige borgere. Derfor kastede arbejderbevægelsen sig ud i et enormt dannelsesprojekt. Man oprettede læseselskaber, etablerede højskoler, lavede forlag og oplysningsforbund, dannede arbejdernes teatercentral - ARTE og meget mere. |                                 |                 |
| 8 | "Gør din pligt og kræv din ret" |                 |
| I løbet af de sidste 30 år er antallet af personbiler i Danmark vokset med mere end 100%, halvdelen af alle husstande har fået en computer, og forbruget af alkohol er fordoblet. Danmark er et rigt land. Men skattetrykket er højt og næsten en million mennesker er på overførselsindkomst. Filmen fortæller historien om udviklingen af det danske velfærdssamfund fra begyndelsen af 1920'erne til slutningen af 1990'erne, hvor arbejderbevægelsen er vendt tilbage til sit gamle slogan: Du skal gøre din pligt, før du kan kræve din ret.                                                   |                                 |                 |